# 克里穆图火山
克里穆图是印度尼西亚弗洛勒斯岛中部Moni镇附近的的一座火山，最高处形成了三色的火口湖。